# 阿爾伯費爾德科格爾山

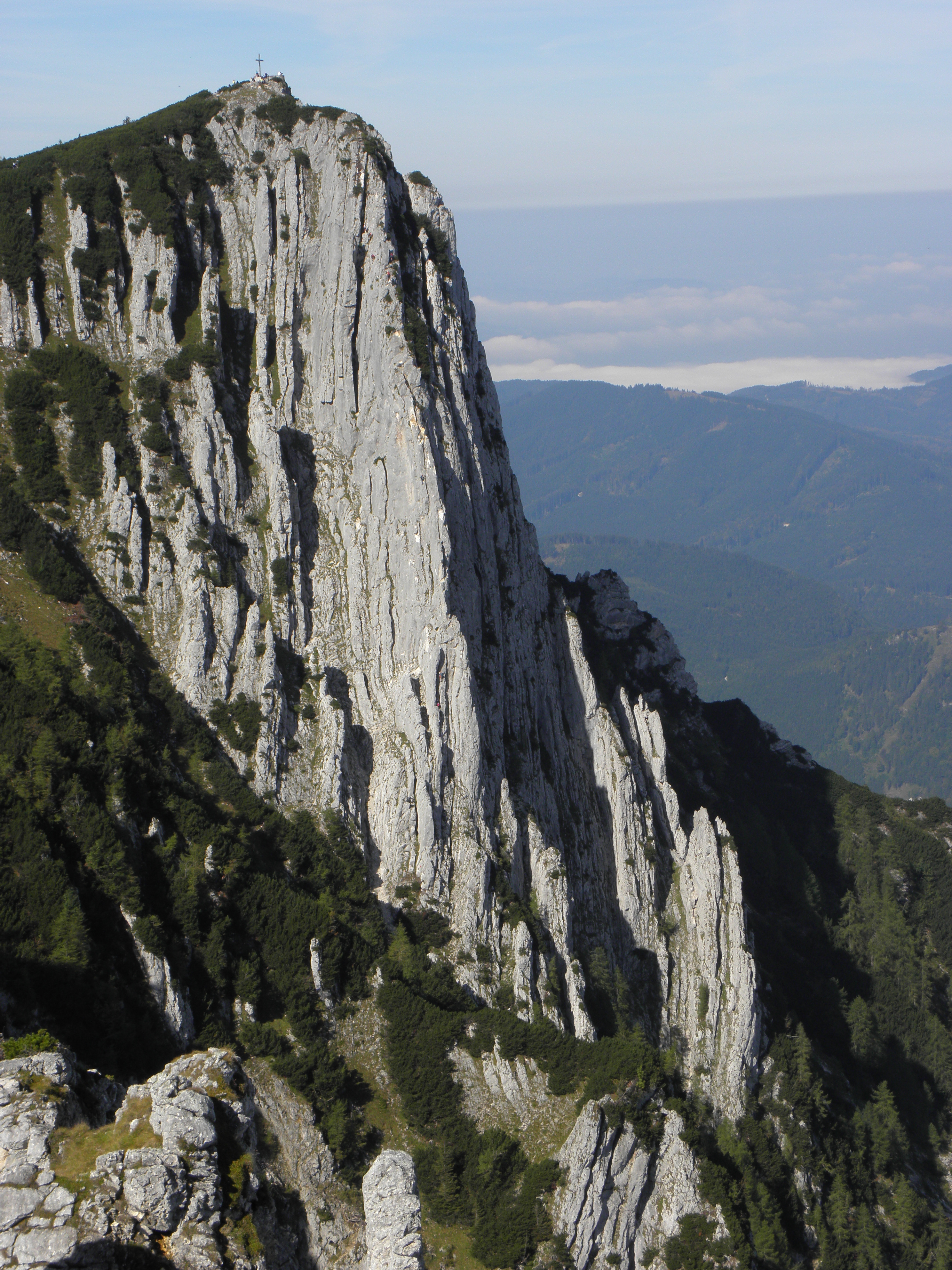

47°49′1″N 13°42′19″E / 47.81694°N 13.70528°E
阿爾伯費爾德科格爾山（德語：Alberfeldkogel），是奧地利的山峰，位於該國北部，由上奧地利州負責管轄，屬於赫倫格山的一部分，海拔高度1,586米，山體由石炭岩組成。